# 逃脱 (电影)
是一部2024年上映的韩国動作劇情片，由《三振集團英語托業班》導演李钟泌執導，李帝勳、具教煥、洪思彬主演，于2024年7月3日在韩国上映。

## 剧情概要
電影以現代為背景，講述在鐵欄的另一邊夢想著生活還有明天的朝鲜士兵圭男和必須阻止他的保衛部軍官現尚之間拼命的逃跑和追擊。

## 演員陣容

### 主要人物
- 李帝勳 饰演 任圭男

不是在未來已經確定的朝鲜，而是夢想著韩国新生活的朝鮮士兵。
- 具教煥 饰演 李現尚

為了阻止圭男逃走而拼命追擊的朝鲜情報部門保衛部軍官。
- 洪思彬 饰演 金东赫

圭男的后辈士兵，因想念在韩国生活的母亲和妹妹而决定和圭男一起逃跑。

### 其他人物
- 徐賢宇 饰演 車少佐
- 李成旭 饰演 洪中尉
- 劉泰珠 饰演 柳大尉
- 鄭準元[9] 饰演 朴少尉

按照上级指示果断行动的朝鲜人民军小队长。
- 金尚欣 饰演 鄭警務員
- 朴胤熙 饰演 總政治局局長
- 禹貞媛[10] 饰演 總政治局局長的妻子
- 車順裴 饰演 第一師團團長
- 宋耀燮 饰演 大隊長
- 陳庸旭 饰演 中隊長
- 吳承栢 饰演 分隊隊員
- 張耀勳 饰演 分隊隊員
- 李泰英 饰演 值勤士兵
- 尹道[11] 饰演 圭男部队分队员

### 特别出演
- 張榮男 饰演 東赫的母親
- 宋江[12][13] 饰演 鮮于民

李现尚成为保卫部军官前认识的人。
- 李絮[13] 饰演 圭男与东赫逃跑过程中遇到的流民領導者
- 李浩貞[13] 饰演 流民团员，步槍女。
- 申賢智[13] 饰演 流民团员，尚九的姐姐。
- 裴哲秀 饰演 電台DJ（聲音出演）
- 李浩哲 饰演 烂醉的将军

## 製作

### 發展
2021年12月，媒體報導李帝勳與具教煥有望主演由李钟泌執導的新片《逃走》（탈주），片方於同月正式宣佈兩人主演該片。李帝勳此前曾多次公開表示希望與具教煥合作，因此該片選角獲得大量關注。

### 拍攝
2022年2月中旬開拍，同年6月殺青。

### 损益平衡点
据媒体报道，该片损益平衡点约为200万观影人次。

## 发行
发行商Plus M娱乐于2024年1月发布首组剧照，5月24日发布预告海报与预告片宣布定于同年7月3日在韩国上映，北美地区于7月5日上映。该片上映前就获得国际市场发行商的高度关注，发行版权销至台湾、菲律宾、香港、越南、泰国、澳大利亚、英国、法国、德国等163个国家和地区，其中蒙古、印度尼西亚、新加坡、菲律宾、泰国与澳大利亚于7月上映，台湾于8月上映。同年8月26日上线韩国IPTV和VOD点播平台。
该片分别入选第23届纽约亚洲电影节“PRIME PICKS”单元、第57届锡切斯国际奇幻电影节“Òrbita”竞赛单元、第9届伦敦东亚电影节开幕单元和被选为第10届华沙韩国电影节的开幕影片。本片於10月19日在香港亞洲電影節HKAFF首映, 並於11月2日於Now爆谷台在香港播出。

## 反响

### 评价
在韩国上映首日，反映CGV院线购票观众满意度的金蛋指数为92%；韩国电影周刊《Cine 21》共有8位专业影评人为该片打分，平均得分6/10。

### 票房
在韩国上映首日，获得11.2万余名观影人次的票房成绩，击败连续多日蝉联冠军的美国动画片《头脑特工队2》获得单日票房冠军，首个周末（7月5日至7月7日）以52万9759名观影人次位列周末票房榜第2名、在韩国电影中位居第一。连续4日蝉联单日票房冠军后，《逃脱》在上映第10日累计观影人次突破100万；上映第3周击败《头脑特工队2》首次夺得周末票房冠军，累计观影人次超过190万。上映第21日累计观影人次突破200万，是《犯罪都市4》后第一部获得该票房的韩国电影并突破该片的损益平衡点。
| 上一届： 《头脑特工队2》 | 2024年韓國週末票房冠軍 第29週 | 下一届： 《死侍與金鋼狼》 |

## 奖项荣誉
| 年份 | 颁奖礼                     | 奖项           | 入围者                         | 结果 | 参考   |
| ---- | -------------------------- | -------------- | ------------------------------ | ---- | ------ |
| 2024 | 第33屆釜日電影獎           | 最佳男配角     | 具教煥                         | 提名 |        |
| 2024 | 第44届韩国电影评论家协会奖 | 最佳配乐       | Dalpalan                       | 獲獎 |        |
| 2024 | 第44届黄金摄影奖           | 摄影导演人气奖 | 李帝勳                         | 獲獎 | [ 40 ] |
| 2024 | 第45屆青龍電影獎           | 最佳導演       | 李钟泌                         | 提名 |        |
| 2024 | 第45屆青龍電影獎           | 最佳男主角     | 李帝勳                         | 提名 |        |
| 2024 | 第45屆青龍電影獎           | 最佳男配角     | 具教煥                         | 提名 |        |
| 2024 | 第45屆青龍電影獎           | 最佳攝影照明   | 金聖安、鄭貴浩、鄭熙成、李承彬 | 提名 |        |
| 2024 | 第45屆青龍電影獎           | 最佳音樂       | Dalpalan                       | 提名 |        |
| 2024 | 第45屆青龍電影獎           | 最佳美術       | 裴貞允                         | 提名 |        |
| 2024 | 第45屆青龍電影獎           | 最佳剪輯       | 李康熙                         | 提名 |        |
| 2024 | 2024首尔国际电影大奖       | 最佳导演       | 李钟泌                         | 獲獎 | [ 41 ] |
| 2025 | 第61屆百想藝術大獎         | 最佳导演       | 李钟泌                         | 提名 | [ 42 ] |
| 2025 | 第61屆百想藝術大獎         | 最佳男配角     | 具教焕                         | 提名 | [ 42 ] |

## 外部連結
- NAVER上《逃脱》的資料
- Daum上《逃脱》的资料
- 韩国电影数据库（KMDb）上《逃脱》的資料
- 豆瓣电影上《逃脱》的資料 （简体中文）
- 《逃脱》在HanCinema的页面（英文）
- 互联网电影数据库（IMDb）上《逃脱》的资料（英文）
- Box Office Mojo上《逃脱》的资料（英文）
- 爛番茄上《逃脱》的資料（英文）